# Chrysotachina purpurea
Chrysotachina purpurea là một loài ruồi trong họ Tachinidae.